# Caringin (Geger Bitung)
Caringin is een bestuurslaag in het regentschap Sukabumi van de provincie West-Java, Indonesië. Caringin telt 6589 inwoners (volkstelling 2010).